# 진창현
진창현(陳昌鉉, 1929년~2012년 5월 13일)은 대한민국의 바이올린 제작자이다.

## 생애
1929년 일제강점기 때 경상북도 김천에서 태어났다. 어렸을 적 떠돌이 약장수가 켜는 바이올린에 관심을 갖고 당시 초등학교 4학년 때 일본인 교사를 만나 바이올린 연주법을 배웠다.
1943년 일본으로 건너갔으며 조선인 차별을 이겨내고 주경야독하면서 야간중학교를 졸업했고, 1955년 메이지 대학 영문과를 졸업했다.
졸업 후 전공을 살려 영어교사가 되려고 했으나 재일 한국인이라는 이유 때문에 자리를 구하지 못했다. 그러다가 우연히 스트라디바리우스에 대한 강연을 듣고 바이올린 제작에 손을 대기 시작했다. 1957년부터 건설현장의 폐자재를 활용하여 바이올린을 만들었는데, 수소문 끝에 당시 일본의 3대 바이올린 연주 거장으로 칭송받던 시노자키 히로쓰구(篠崎弘嗣, しのざき ひろつぐ)에게 바이올린을 팔면서 인연을 이어가게 된다. 시노자키는 홍난파 및 안익태의 대학교 동창으로, 당시 조선 유학생들에게 좋은 감정을 갖고 있었으며 차별받는 위치에 있던 진창현의 고통을 이해하고 경제적으로 도움을 주었다.
이후 한일 국교가 수립된 뒤 대한민국의 고향 김천을 찾았으나, 이복 형이 그를 북한의 간첩이라고 정부기관에 고발했다. 진창현은 모진 고문을 받았으며 무혐의로 풀려났다.
그러나 그는 고문으로 삶과 죽음을 넘나드는 경험이 오히려 삶의 소중함을 깨닫게 하면서 더 좋은 바이올린을 만들어야겠다는 동기를 부여하는 계기가 되었다고 밝혔다. 일본으로 돌아온 뒤 바이올린의 질을 높이기 위한 각종 실험에 몰두하였다.
1976년 〈국제 바이올린·비올라·첼로 제작자 콩쿠르〉에서, 5개 종목에 걸쳐 금메달을 수상하는 영광을 누리게 되었다. 1984년 미국바이올린제작자협회로부터 '마스터 메이커'(Master Maker)의 칭호를 받았다.
2008년 10월 세계 한인의 날 기념식에서 대한민국 정부로부터 국민훈장 무궁화장을 받아 명예를 회복했다.
도쿄 센가와(仙川) 소재 진(陳) 공방에서 바이올린 제작을 하다가 2012년 5월 13일 대장암으로 도쿄에 있는 자택에서 별세하였다. 향년 84세.

## 평가 및 매체
진창현의 바이올린은 명기(名器) 제작자 안토니오 스트라디바리에 가장 근접했다는 평가를 받고 있다. 정경화, 강동석, 아이작스턴, 로스트로포비치, 헨릭 쉐링 등 명연주자들을 고객으로 확보하고 있다.
2004년 11월 27일 후지 TV에서 그의 일생을 드라마로 각색한 《해협을 건너는 바이올린》(海峡を渡るバイオリン)이 방영되었으며 2005년 SBS 특집 다큐멘터리 《천상의 바이올린》을 통해 그의 삶이 대한민국에 소개되었다. 2008년 한국 국적자로는 최초로 일본 고등학교 2학년 영어교과서에 소개되기도 했다.

## 관련 도서
- 《천상의 바이올린》: 진창현의 자서전형 수필. ISBN 10-8991095224
- 《하늘을 울리는 바이올린》

## 참고 문헌
1. 1 2 3 4  박홍규 기자 (2007년 4월 6일). “진창현, '동양의 스트라디바리'”. 데일리노컷뉴스. 2009년 4월 26일에 확인함.[깨진 링크(과거 내용 찾기)]
2. ↑  감사(監査) 없이 바이올린, 비올라, 첼로를 만들 수 있는 실력자임을 나타내는 명칭.
3. ↑  홍지명 기자 (2008년 10월 2일). “일본에 우뚝 선 재일동포 ‘바이올린 명장’”. KBS. 2009년 4월 26일에 확인함.[깨진 링크(과거 내용 찾기)]
4. ↑  “'동양의 스트라디바리' 진창현씨 별세”. 연합뉴스. 2012년 5월 15일.
5. ↑  “‘동양의 스트라디바리’ 진창현 씨 별세”. KBS뉴스. 2012년 5월 15일. 2015년 7월 15일에 원본 문서에서 보존된 문서. 2012년 5월 15일에 확인함.
6. ↑  미디어다음. “해협을 건너는 바이올린(2004)”. 다음. 2009년 4월 26일에 확인함.[깨진 링크(과거 내용 찾기)]

- 이민호 (2009년 2월 1일). “일본 영어교과서에 소개된 바이올린 장인(匠人) 진창현”. 신동아. 2009년 4월 26일에 확인함.